# Drogoszewo (województwo mazowieckie)
Drogoszewo – wieś w Polsce położona w województwie mazowieckim, w powiecie wyszkowskim, w gminie Wyszków. Ma status sołectwa.

## Historia
Drogoszewo jest wzmiankowane od 1843 r., najpierw pod nazwą Osada Drogoszew. 
Osada założona na początku XIX wieku przez osadników niemieckich w celu osuszania i oczyszczania terenów podmokłych nad rzeką Bug i Strumień. Osadnicy należeli do parafii Kościół ewangelicko-augsburski Pułtusk. W miejscowości znajdują się pozostałości cmentarza ewangelickiego. 
W 1884 wieś wchodziła w skład dóbr Rybno należała do Gminy Somianka i parafii Wyszków. Powierzchnia gospodarstw wynosiła 324 morgi. Zamieszkana przez 19 osadników.
| SIMC    | Nazwa   | Rodzaj    |
| ------- | ------- | --------- |
| 0522827 | Grabnik | część wsi |

W latach 1975–1998 miejscowość administracyjnie należała do województwa ostrołęckiego.
Wierni Kościoła rzymskokatolickiego należą do parafii Matki Bożej Królowej Polski w Wyszkowie-Rybienku Leśnym.